# Mússab ibn az-Zubayr
Abu-Abd-Al·lah o Abu-Issa Mússab ibn az-Zubayr o, més senzillament, Mússab ibn az-Zubayr (en àrab Abū ʿAbd Allāh o Abū ʿĪsā Muṣʿab b. az-Zubayr), fou fill del cèlebre company del Profeta az-Zubayr ibn al-Awwam i germà de l'anticalifa Abd-Al·lah ibn az-Zubayr. Era bell, cavalleresc i generós en extrem.
Va tenir les seves primeres actuacions militars sota el califa Marwan I ibn al-Hakam, participant en una expedició a Palestina de la que no hi ha gairebé detalls. Fou després (686) nomenat governador de l'Iraq pel seu germà, quan Mukhtar ibn Abi Ubayd s'havia apoderat de Kufa i dominava la major part de la província. Musab va residir a Bàssora que restava lleial a Ibn al-Zubayr. Al prendre possessió va fer un discurs en què va recordar que els seus dos predecessors al govern portaven els malnoms de Baba i de Kuba i que ell agafava el de Djazzar (Carnisser); no obstant va mostrar interès per la gent i per una bona administració i va fer construir un dic per evitar l'expansió dels pantans (la Batiha), que fou conegut com a dic de Musab; no obstant les terres guanyades al pantans se les va quedar (més tard el califa Abd al-Màlik les va donar als seus partidaris).
Musab ibn al-Zubayr va enviar als ashraf i tropes de Bàssora a atacar Kufa aprofitant l'absència d'Ibn al-Ashtar el general de Mukhtar que era a Mossul. Les tropes bassorianes estaven manades per al-Muhàl·lab ibn Abi-Sufra, origen de la família muhal·làbida, que ja havia destacat contra els kharigites. Al-Muhàl·lab va derrotar les forces d'al-Mukhtar a Maysan a la vora del Tigris, a finals d'estiu (setembre) del 686; va seguir avançant i va obtenir una nova victòria a Harura on les forces de Mukhtar van quedar quasi aniquilades. Al-Muhàl·lab va entrar a Kufa i Mukhtar es va refugiar a la ciutadella on va quedar assetjat durant mesos. Al-Muhàl·lab fou nomenat governador de Mossul i la Djazira (amb autoritat a Armènia i Azerbaidjan) i fou encarregat de protegir l'Iraq dels omeies i de liquidar les restes del grup Khashabiyya que es mantenia a Nisibe. Progressivament Mukhtar fou abandonat pels seus partidaris, i finalment va fer una sortida desesperada amb un grup de lleials i va morir en el combat (3 d'abril del 687).
El seu germà Abd Allah el va cridar a l'Hedjaz, però Musab ja havia fet una clientela i partidaris a l'Iraq, i els notables el van reclamar i l'anti-califa va haver de cedir i tornar-lo enviar a l'Iraq a contracor. Llavors es va ocupar dels omeies. Va posar pocs obstacles a Ubayd Allah ibn al-Hurr enviat per provocar una contrarevolució a Kufa, però un intent similar de l'omeia Khalid ibn Abd Allah ibn Khalid ibn Asid sobre Bàssora, va fracassar; els bassorians que hi van col·laborar foren castigats severament però els notables no estaven d'acord amb la repressió i alguns van entrar en contacte amb els omeies (marwànides) i acabaran declarant-se obertament a favor d'aquests.
El 689/690 Musab va haver de combatre els zandj a la regió de Bàssora i l'any següent un exèrcit manat per Khalid ibn Abd Allah ibn Khalid ibn Asid es va presentar a Bàssora i va acampar a Djufrat Nafi (Djufrat Khalid); aquestes tropes foren coneguts com a Djufriyya. Musab va aixecar un petit exèrcit i va combatre a Khalid al que va derrotar en part però no el va poder rebutjar i la població local li era cada cop més hostil. Els omeies van reunir les seves tropes a Badjumayra però van evitar la lluita. Musab es va desplaçar cap a Dayr al-Djathalik, i els bassorians no el van voler seguir, les millors tropes manades per al-Muhàl·lab ibn Abi Sufra eren en campanya contra els kharigites i les que li quedaven no tenien ganes de combatre i els seus oficials esperaven el moment per trair-lo i havien entrat en contacte amb els omeies, els quals també van negociar amb Musab però aquest va decidir lluitar i morir.
Iniciat el combat tots els seus oficials el van abandonar excepte Ibrahim ibn al-Ashtar. Abd al-Màlik va oferir a Musab salvar la vida i el govern de l'Iraq si es rendia, però no va acceptar. Va caure del cavall i fou rematat per Ubayd Allah ibn Ziyad ibn Zabyan (octubre del 691). El seu germà, que l'envejava, va acollir la notícia amb indiferència, i en el sermó li va retraure que estimava massa a les dones.